# Pradelles-Cabardès
Pradelles-Cabardès – miejscowość i gmina we Francji, w regionie Oksytania, w departamencie Aude.
Według danych na rok 1990 gminę zamieszkiwały 153 osoby, a gęstość zaludnienia wynosiła 7 osób/km² (wśród 1545 gmin Langwedocji-Roussillon Pradelles-Cabardès plasuje się na 752. miejscu pod względem liczby ludności, natomiast pod względem powierzchni na miejscu 337.).

## Zabytki
Zabytki w miejscowości posiadające status Monument historique:
- kościół Saint-Jean-Baptiste (Église Saint-Jean-Baptiste)
- glacière